# Botella de cerveza

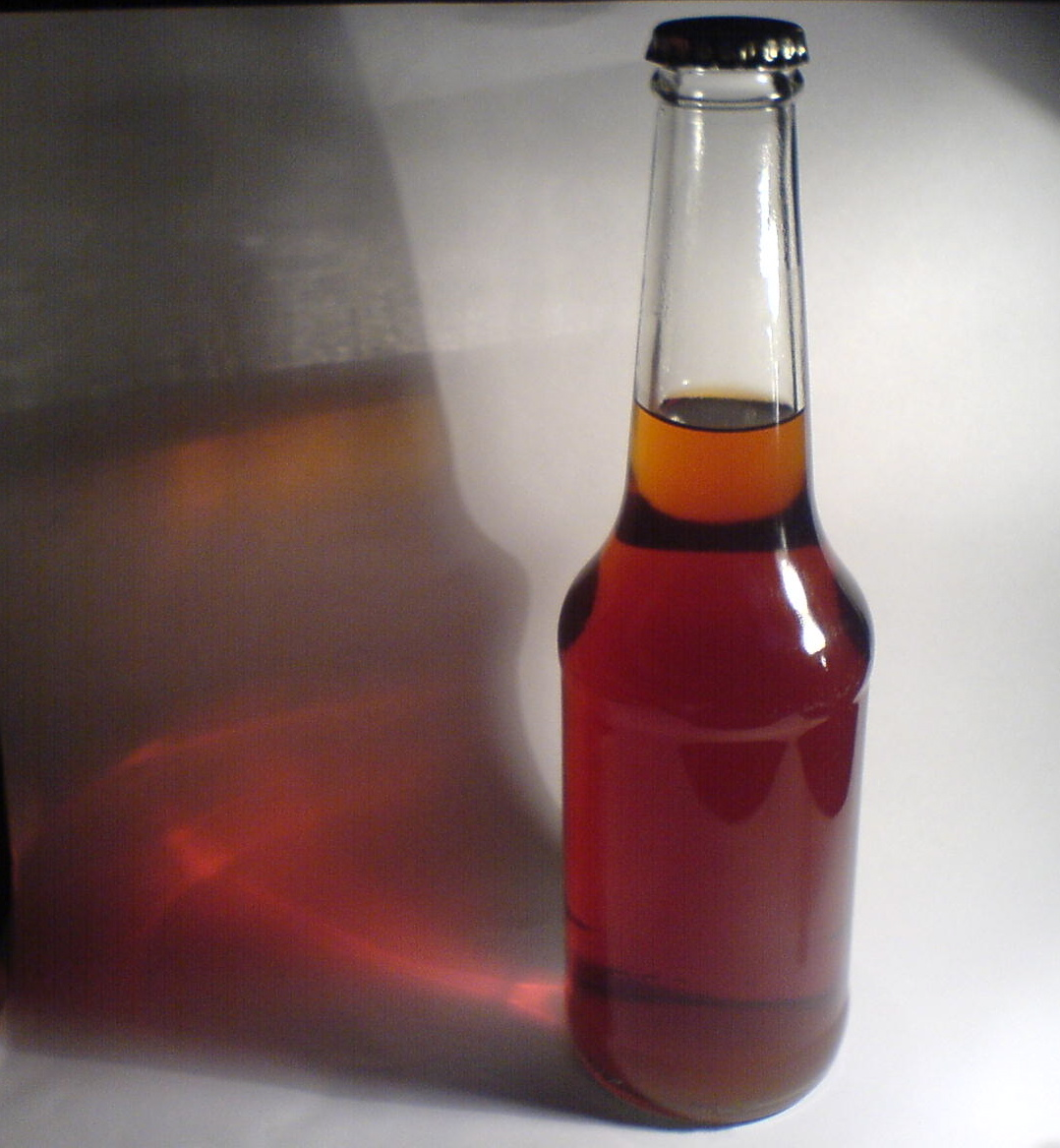
La botella de cerveza con un tapón corona característico.

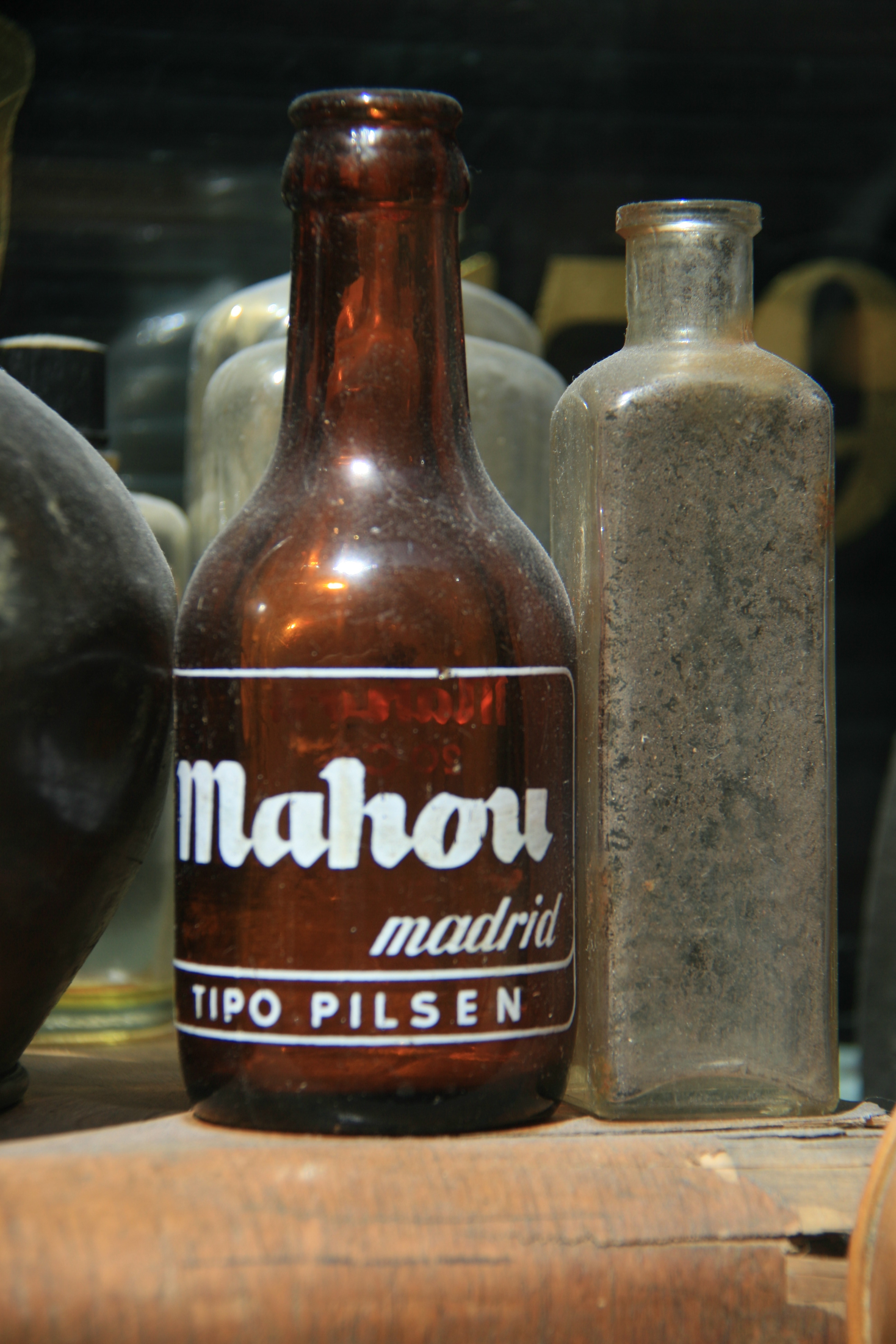
Típica botella de vidrio marrón, antes de que se estamparan las marcas en papel.

La botella de cerveza y, en algunos casos, el botellín de cerveza, es un recipiente de vidrio que se ha diseñado para contener cerveza. Se ha diseñado para que la bebida se pueda almacenar durante el mayor tiempo posible. Suelen emplearse vidrios de color oscuro —verde o marrón— con el objeto de poder evitar las posibles interacciones de la luz solar con el lúpulo. Las botellas tuvieron un gran protagonismo a comienzos del siglo XX (eran fáciles de reciclar), hasta que 1960 sufrieron decadencia debido a la aparición de latas de aluminio. 

## Historia
La botella de vidrio se emplea como contenedor de cerveza a mediados del siglo XIX. Su uso permite que la cerveza pueda distribuirse a grandes sectores de la población. Una de las primeras botellas de cerveza elaboradas con criterios industriales se realizó en Canadá en 1825 en Mallorytown (Ontario) en la Mallorytown Glass Works. No fue hasta comienzos del siglo XX hasta que se pudo implementar su relleno en una línea de producción. Hasta el año 1956 las botellas tenían una forma específica denominada steinieform, regladas por la norma alemana DIN 6199 („Normblatt für die Bierflasche Steinieform 0,33-l“). 

## Características
Una de las principales características de las botellas de cerveza es que son impermeables —a líquidos y gases— y permiten retener el líquido que contienen. El desarrollo de tapones mejoró su uso ante los consumidores. Su diseño ha de permitir que el dióxido de carbono procedente de la fermentación y la carbonatación quede retenida (es decir de cualquier gas inerte inyectado durante las fases de producción). Las primeras botellas eran transparentes y la luz solar modificaba los gustos, posteriormente se descubrió que el color marrón detenía la radiación ultravioleta que afectaba a los contenidos de lúpulo. 
La forma de la botella y el grosor del vidrio es importante ya que debe soportar la presión del gas disuelto. En algunos casos las botellas se refermentan (técnica de maduración y carbonatación de la bebida en el interior de la botella), lo que incluye una presión extra. Dependiendo de las reglamentaciones de los países suele contener un volumen de quinto, cuarto, tercio, medio o un litro —en los tres primeros casos es común llamarla «botellín», por su capacidad menor—.